# كيثنوس
كيثنوس هي جزيرة تقع في بحر إيجة تتبع إقليم جنوب إيجة، اليونان.